# Pericardiocentesi
La pericardiocentesi è una procedura medica di emergenza che consiste nella rimozione di liquido presente in eccesso nel cavo pericardico, che può bloccare la normale contrazione del cuore e portare a tamponamento cardiaco e collasso cardiocircolatorio.

## Procedura

### Pericardiocentesi chiusa
Il paziente viene posizionato semiseduto su un appoggio solido. La via di accesso più comunemente utilizzata è sottoxifoidea, e l'inserimento dell'ago avviene sotto guida ecografica per ridurre il rischio di puntura del miocardio. Dopo la rimozione di un contenuto modesto di liquido, circa 50-150 ml, l'ago viene sostituito con un catetere. La percentuale di successo è del 97% e il rischio di complicanze è inferiore al 5%.

### Pericardiocentesi aperta
Viene effettuata raramente come approccio primario, nonostante permetta un migliore drenaggio, soprattutto nel caso di versamenti saccati. Tale trattamento permette anche l'esecuzione di biopsie del tessuto pericardico.

## Analisi del liquido
L'analisi del liquido estratto è difficilmente definitiva nella diagnosi eziologica, tuttavia può essere utile. Essa comprende la valutazione del peso specifico, l'esame emocromocitometrico, la conta dei leucociti e il contenuto proteico.